# Woman Don't You Cry for Me
«Woman Don't You Cry for Me» es una canción del músico británico George Harrison publicada en el álbum de estudio Thirty Three & 1/3. 

## Trasfondo
Harrison comenzó a escribir la canción en Gothenburg, Suecia en 1969. Junto con su amigo el guitarrista Eric Clapton, Harrison estaba inmerso en una gira con Delaney and Bonnie. Delaney Bramlett le dio a Harrison un cuello de botella para guitarra slide con el que comenzó a tocar. Uno de sus primeros resultados en el descubrimiento del instrumento fue «Woman Don't You Cry for Me». Harrison dijo más tarde que el título de la canción podría haber sido sugerido por Bramlett. Harrison también declaró que la canción casi entra en su álbum debut, All Things Must Pass, pero no apareció finalmente hasta 1976 en Thirty Three & 1/3. En mayo de 1977, la canción apareció como cara B del tercer sencillo del disco, «It's What You Value», publicado solo en el Reino Unido.
La canción fue otra creación de una serie de melodías inspiradas con la guitarra slide en ese periodo, de forma similar a «Sue Me, Sue You Blues», «I Dig Love», «Maya Love» y «Hari's on Tour (Express)».
En noviembre de 2011, una toma temprana de «Woman Don't You Cry for Me» fue incluida en Early Takes: Volume 1.

## Personal
- George Harrison: voz, guitarra slide y pandereta
- David Foster: clavinet
- Richard Tee: órgano
- Willie Weeks: bajo
- Alvin Taylor: batería
- Tom Scott: saxofón barítono